# Frederick Soddy
Frederick Soddy (2 septembre 1877 à Eastbourne, Angleterre - 22 septembre 1956 à Brighton, Angleterre) est un radio-chimiste britannique, lauréat du prix Nobel de chimie en 1921.

## Biographie
Soddy est né à Eastbourne en Angleterre. Il commence ses études au Eastbourne College, avant d'aller à l'université du pays de Galles à Aberystwyth et à l'université d'Oxford (au Merton College). Il est chercheur à Oxford de 1898 à 1900.
En 1900, il devient démonstrateur de chimie à l'université McGill à Montréal au Québec, où il travaille avec Ernest Rutherford sur la radioactivité. Ils découvrent que le comportement anormal des éléments radioactifs provient de leur désintégration en d'autres éléments. Cette désintégration produit aussi des rayons alpha, bêta et gamma.
En 1903, avec William Ramsay, Soddy vérifie que la désintégration du radium produit de l'hélium.
De 1904 à 1914, il est chargé de cours à l'université de Glasgow et montre que l'uranium peut se désintégrer en radium. Il montre aussi qu'un élément radioactif peut avoir plusieurs masses atomiques sans autre changement dans ses propriétés chimiques. Ceci conduit à la notion d'isotope, mot qui signifie "au même endroit" (au tableau périodique). Ce mot lui fut suggéré par la femme médecin Margaret Todd. Le physicien Joseph John Thomson montre plus tard que les éléments non radioactifs peuvent aussi avoir plusieurs isotopes. 
De plus, Soddy montre que l'émission alpha diminue de deux unités le nombre atomique. C'est une étape fondamentale dans la compréhension des relations entre les différentes familles d'éléments radioactifs.
En 1914, il est nommé à une chaire de l'université d'Aberdeen.
En 1919, il s'installe à Oxford, où il réorganise les laboratoires et le cursus en chimie jusqu'en 1936.
Il reçoit en 1921 le prix Nobel de chimie « pour ses contributions à notre connaissance de la chimie des substances radioactives, et ses recherches à propos de l'origine et la nature des isotopes ».
Dans quatre livres écrits de 1921 à 1934, Soddy mena campagne pour une réforme radicale des relations monétaires mondiales, fondant sa vision de l'économie écologique sur les lois de la thermodynamique, mais ne fut pas pris au sérieux. Quoique, sans pour autant en être l'instigateur, la plupart de ses propositions — l'abandon de l'étalon-or, les taux de change flottants, l'utilisation des surplus et déficits nationaux comme outils de politique macro-économique pour contrer les cycles économiques, et la mise en place de bureaux de statistiques économiques (incluant un indice des prix à la consommation) pour faciliter cet effort — soient maintenant de pratique conventionnelle, sa critique du système de réserves fractionnaires reste controversée (mais reprise par de nombreux économistes comme Irving Fisher — dans 100 % monnaie — ou Maurice Allais). Soddy écrivait que les dettes financières croissaient exponentiellement au taux de l'intérêt composé mais que l'économie réelle était basée sur des stocks non renouvelables de combustibles fossiles. L'énergie obtenue par l'utilisation des combustibles fossiles ne pouvait pas être réutilisée. Cette critique de la croissance économique trouve un écho dans les travaux de Nicholas Georgescu-Roegen.
Il est mort le 22 septembre 1956 à Brighton en Angleterre. Son épouse est décédée en 1936.

## Publications
- Radioactivity (1904)
- The Interpretation of Radium (1909)
- The Chemistry of the Radioactive Elements (1912-1914)
- Matter and Energy (1912)
- Science and Life (1920)
- Wealth, Virtual Wealth and Debt. The solution of the economic paradox (George Allen & Unwin, 1926)
- The Interpretation of the Atom (1932)
- Money versus Man (1933)
- Money as nothing for something ; The gold "standard" snare (1935)
- Present outlook, a warning : debasement of the currency, deflation and unemployment (1944)
- The Story of Atomic Energy (1949)
- Atomic Transmutation (1953)